# Martignargues
Martignargues település Franciaországban, Gard megyében. Lakosainak száma 438 fő (2022. január 1.). Martignargues Cruviers-Lascours, Deaux, Ners, Saint-Césaire-de-Gauzignan, Saint-Étienne-de-l’Olm és Vézénobres községekkel határos.

## Népesség
A település népességének változása:
| Lakosok száma | 145  | 208  | 241  | 351  | 412  | 419  | 424  | 432  | 436  | 438  |
|               | 1968 | 1982 | 1990 | 2006 | 2013 | 2015 | 2017 | 2019 | 2020 | 2022 |